# Starý Hrádok
Starý Hrádok és un poble i municipi d'Eslovàquia que es troba a la regió de Nitra, al sud-oest del país. El 2011 tenia 192 habitants.

## Història
La primera menció escrita de la vila es remunta al 1239.

## Demografia
| Godina             | 1994 | 2004   | 2014   | 2024    |
| ------------------ | ---- | ------ | ------ | ------- |
| Nombre de persones | 183  | 174    | 187    | 233     |
| Diferència         |      | −4,91% | +7,47% | +24,59% |

| Godina             | 2023 | 2024   |
| ------------------ | ---- | ------ |
| Nombre de persones | 225  | 233    |
| Diferència         |      | +3,55% |